# Urkhan Alakbarov
 (janvier 2024).
Pour les articles homonymes, voir Alakbarov.
Urkhan Alakbarov (en azéri Urxan Kazım oğlu Ələkbərov: né le 28 avril 1943 à Bakou) est le recteur de l'Académie de l'administration publique auprès du Président de la République d'Azerbaïdjan, docteur en sciences biologiques, professeur ; académicien de l'Académie nationale des sciences de l'Azerbaïdjan (ANAS) ; membre du présidium de la Fondation de soutien à la science auprès du Président de la République d'Azerbaïdjan (depuis juillet 2014), membre du Conseil de gestion de la fonction publique auprès du Président de la République d'Azerbaïdjan (depuis février 2018), président du Comité du programme UNESCO "L'homme et la biosphère" de la commission nationale de l'Azerbaïdjan. 

## Biographie
Urkhan Alakbarov est né le 28 avril 1943 à Bakou. En 1965, il obtient son diplôme de la Faculté de biologie de l'Université d'État de l'Azerbaïdjan (aujourd'hui l'Université d'État de Bakou) et la même année, il entre à l'Institut des ressources génétiques de l’ANAS en Azerbaïdjan.
Urkhan Alakbarov obtient le grade de candidat en sciences en 1968 et le grade de docteur en sciences en 1978. En 1983, il est élu membre correspondant, et en 1989, académicien de l’ANAS.
Il commence sa carrière professionnelle à l'Académie des sciences de l'Azerbaïdjan en 1965. De 1968 à 1978, il occupe divers postes à l'Institut de botanique de l’ANAS en Azerbaïdjan, dont celui de directeur adjoint chargé de la recherche, puis directeur. De 1987 à 1996, il occupe le poste de vice-président de l’ANAS. De 1988 à 2002, il est directeur de l'Institut de génétique et de sélection de l’ANAS, et depuis 2011, il est consultant à l’ANAS.

## Activité scientifique
L'académicien Urkhan Alakbarov est l'auteur de 320 travaux scientifiques, dont 34 livres et manuels. Il est un expert reconnu dans le monde dans le domaine de la gestion et de la planification de la science et de l'écosystème en tant que système unique, comprenant des composants naturels, économiques, sociaux et politiques. Il est également l'auteur du concept d'une civilisation écologique basée sur la pensée "verte" (démographie et culture de la consommation), proposé en 1998.
Dans le cadre de ses activités internationales, Urkhan Alakbarov donne des conférences et dirige des séminaires dans des universités aux États-Unis, au Royaume-Uni, en France, en Turquie, aux Pays-Bas et dans d'autres pays. Il est également membre de nombreux comités internationaux, conseils éditoriaux de revues scientifiques, ainsi que président et membre du Développement permanent et de la Civilisation écologique dans le monde (Londres).
Dans son travail scientifique, Urkhan Alakbarov se concentre sur les problèmes de gestion par une approche écosystémique unifiée et apporte une contribution significative à la formation de personnel hautement qualifié. 22 docteurs en philosophie et docteurs en sciences sont formés sous sa direction.

## Récompenses et titres
- Ordre 'Charaf (Honneur) - 27 avril 2023[4]
- Ordre Chohrat (Gloire) - 25 avril 2013